# Регби в Республике Корея
Регби в Южной Корее является одним из развивающихся видов спорта. Регби намного больше популярен в Республике Корея, чем в КНДР (в последней регби пользуется популярностью лишь у общины корейцев в Японии). Управляющим органом является Корейский регбийный союз, основанный в 1946 году и вошедший в IRB в 1988 году.

## История
Доподлинно неизвестно, когда в Корею попало регби. Моряки европейских стран играли в регби в Шанхае и Йокогаме, однако неизвестно, проводились ли подобные матчи в корейских портах. Предполагается, что регби попало в Корею от японцев, которые присоединили корейские земли к Японской империи в начале века (отсюда уходят и корни противостояния Кореи и Японии во многих видах спорта, в том числе и регби). Корейская война привела к разделению двух Корей, и в Южной стал развиваться новый вид спорта, которым особенно увлекались вооружённые силы. Большое влияние на развитие спорта также оказал экономический рост страны с 1960-х годов и вовлечение корейских корпораций и японских в развитие массового спорта. 13-й президент Республики Корея Ро Дэ У был одним из выдающихся регбистов в истории страны, именно поэтому он пытался добиться от МОК включения регби-15 в программу Олимпиады в Сеуле, однако так и не сумел этого сделать. Помимо президента Ро Дэ У, наиболее известными игроками в корейском регби являются Ли Кен Ёк, Ким Ён Ки, Сун Хэ Кён.
Сборная Южной Кореи по регби выигрывала пять раз чемпионат Азии, а победа в 1990 году привела к очередному буму на регби. Последняя победа датируется 2002 годом на первенстве в Бангкоке, после этого в азиатском регби на долгое время лидером стала Япония. В 1998 и 2002 годах на Азиатских играх в турнирах по регби-15 победу также праздновала Корея. Сборная Южной Кореи по регби-7 занимала 2-е место на Азиатских играх 2006 года, в 2010, 2014 и 2018 годах становилась бронзовым призёром; на чемпионатах мира играла с 1993 по 2005 годы, высшим достижением стало 5-е место в 1997 году; единственную победу на чемпионате Азии одержала в 2010 году. В семёрке» сборная Кореи соревновалась в Гонконгской серии, четырежды становясь победителем розыгрыша Тарелки, и участвует на этапах чемпионата Азии в Шри-Ланке и в родном Инчхоне.

### Иностранцы в чемпионате Кореи
В 1972—1976 годах сборная легионеров чемпионата Кореи «Сеул Уондерерз» провела серию игр против команд университетов и вооружённых сил Кореи. В команде играли выходцы из Великобритании, Новой Зеландии и Австралии. После роспуска клуба в 1979 году его воссоздали под названием «Сеул Сурвайворз» Франц Миш, Майк Серос и Брэд Хэндли. В настоящее время команды из иностранцев соревнуются в чемпионате Кореи — основными клубами являются «Сеул Сурвайворз», «Пусан Бэндитс», «Ульсан Гоблинс» и «Старз энд Страйпс» (сборная ВС США). В прошлом существовали команды в Тэджоне и Тэгу. Каждый клуб проводит в городе турнир, что повышает в целом привлекательность регби в стране, однако игрокам приходится приезжать из деревень и небольших городов, чтобы поддержать крупные команды. «Пусан Бэндитс» считается одним из наиболее популярных регбийных клубов Кореи, представляя Пусан — второй крупнейший город страны — и провинцию Кёнсан-Намдо. В 2017 году «бандиты» выиграли чемпионат Кореи, Кубок Жёлтого Моря и Щит плей-офф чемпионата Кореи.